# Rebellious Soul
Rebellious Soul è il primo album in studio della cantante statunitense K. Michelle, pubblicato nel 2013.

## Tracce
1. My Life (includes "The Right One" interlude) – 5:03
2. Damn – 3:18
3. I Don't Like Me – 2:51
4. Can't Raise a Man – 3:28
5. V.S.O.P. – 3:29
6. Pay My Bills – 3:21
7. Sometimes – 6:16
8. Ride Out (includes "Coochie Symphony" prelude) – 3:56
9. Hate On Her – 4:03
10. When I Get a Man (includes "Rebuild This Heart" interlude) – 5:00
11. A Mother's Prayer – 3:57

Tracce Bonus (Edizione Deluxe)
1. Better Than Nothing
2. The Right One
3. Same Man